# ۱۱۰۱ (خورشیدی)
سال ۱۱۰۱ هجری خورشیدی

## رویدادها
- ۱ آبان - تسلیم شدن شاه سلطان حسین صفوی به محمود افغان و تصرف اصفهان به دست افغانها
- فروپاشی حکومت صفویه و تجزیه ایران
- تصرف ایالات داغستان، شروان، و گیلان کشور ایران توسط روسیه تزاری
- تصرف ایالات گرجستان، ارمنستان، آذربایجان، خوزستان، کردستان، و لرستان کشور ایران توسط امپراتوری عثمانی

## درگذشت‌ها
- فتحعلی خان داغستانی